# محاصره کووابارا
محاصره کووابارا (انگلیسی: Siege of Kuwabara)، روز پس از محاصره اوهارا; تاکدا شینگن با تصرف قلعه کووابارا متعلق به سوا یوریشیگه در ولایت شینانو به قدرت خود ادامه داد. سووا به بهانه رفتار ایمن به مرکز کوفو، یاماناشی اسکورت شد، اما سپس مجبور به خودکشی شد.